# Celina (Russia)
Celina (in russo Целина?) è un villaggio della Russia europea meridionale nell'oblast' di Rostov; è il centro amministrativo del distretto Celinskij.
Si trova 140 km a sud-est di Rostov sul Don.